# آیک (تگزاس)
آیک، تگزاس(به انگلیسی: Ike, Texas) شهری در شهرستان الیس ایالت تگزاس از ایالات جنوبی ایالات متحده آمریکا است.